# Église protestante unie de Curaçao
La Verenigde Protestantse Gemeente (VPG - Église protestante unie) est une église protestante de Curaçao membre de la Conférence des Églises de la Caraïbe et du Conseil œcuménique des Églises.

## Historique
Peu de temps après que la Compagnie néerlandaise des Indes occidentales conquis Curaçao aux Anglais en 1634, le premier prédicateur  de l'Église réformée néerlandaise, Fredericus Vitteus, arrive à Curaçao en 1635 à la demande du gouverneur Johannes van Walbeeck, comme le prédicateur de la garnison. L'Église réformée de Curaçao est donc plus ancienne Église réformée d'Amérique à l'exception de celle de La Nouvelle-Amsterdam fondée en 1624. D'autres prédicateurs ont été engagés par la Compagnie néerlandaise des Indes occidentales, mais les populations espagnoles ou portugaises étaient déjà catholiques, et la mission parmi les populations noires et indiennes ne fut pas un grand succès, d'autant que la conversion n'était pas un des objectifs prioritaire de la compagnie.
En 1755, une église luthérienne a été fondée par un nombre croissant de commerçants allemands et scandinaves. En raison de l'invasion des français et des anglais entre 1797 et 1804, l'église luthérienne est détruite par le feu. La fréquentation des églises et de l'activité des membres de l'église a diminué tant dans l'Église luthérienne que dans l'Église réformée. En raison de l'absence d'un prédicateur réformé et d'une église luthérienne, l'église du fort a été utilisé pour des services combinés, dans lequel le prédicateur luthérien effectuait le service. À l'imitation des Églises allemandes luthériennes et réformées, Guillaume Ier des Pays-Bas décide pour des raisons politiques européennes d'unir les deux Églises en une Église protestante unie.
En 1931, plusieurs membres, provenant des églises réformées des Pays-Bas, ont créé leur propre confession - l'Église réformée de Curaçao. Les deux Églises fusionnent en 1984.
En 1929, le prédicateur méthodiste Obed Anthony fonde l'Église Ebenezer qui s'affilie en 1937 à l'Église protestante unie. En 1929, la congrégation de l'Emmakerk est fondée pour les employés anglophones de la Shell, son église est construite en 1940 et en 1959, elle entre dans l'Église protestante unie.